# Jules-Robert Auguste
Jules-Robert Auguste, né à Paris le 5 janvier 1789 et mort dans la même ville le 15 avril 1850, est un peintre et sculpteur français. 

## Biographie

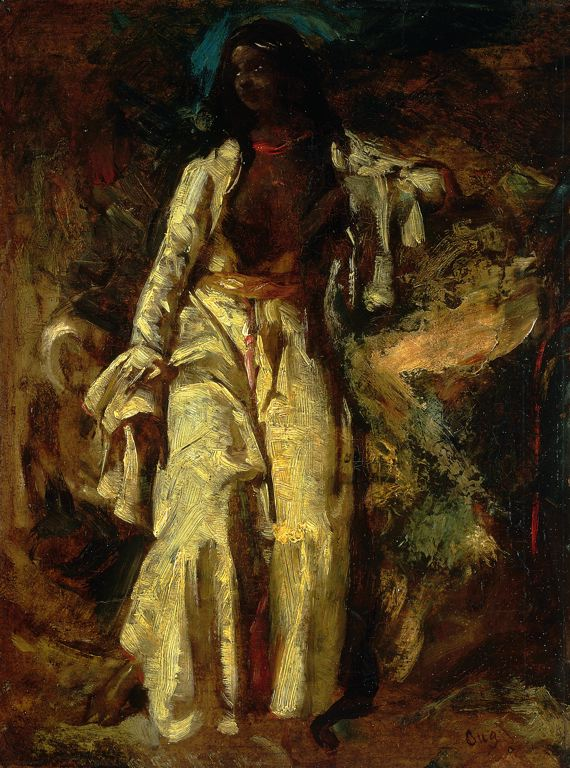
Femme nubienne (vers 1825-1830), Art Institute of Chicago.

Fils de l'orfèvre Henri Auguste, Jules-Robert Auguste est l'élève de Pierre Cartellier à l'École des beaux-arts de Paris en 1806. Il reçoit le premier prix de Rome de sculpture en 1810.
Ami de Théodore Géricault, avec qui il partage la passion des chevaux, c'est ce dernier qui l'oriente vers la peinture, alors qu'il se destinait à la sculpture. Il fait la connaissance d'Ingres lors de son séjour à la villa Médicis à Rome. Ses voyages en Grèce, en Égypte et au Maroc en ont fait un des premiers peintres orientalistes. Eugène Delacroix a utilisé certains des souvenirs qu'il rapporta de ses voyages pour composer ses premières peintures orientalistes. Il excelle aussi dans l'aquarelle et le pastel.
Il meurt le 15 avril 1850.

## Œuvres
- Orléans, Musée des Beaux-Arts: 
  - Femme nue assise sortant du bain et sa servante, vers 1825-1830, huile sur bois, 33,6 x 25,6 cm[3];
  - Indien assis jouant d'un instrument de musique, huile sur carton, 15,5 x 15,5 cm[4] ;
  - Femme assise, étude d'après Jean-Antoine Watteau (1684-1721), huile sur bois, 24,5 x 19,5 cm[5] ;
  - Guerrier Arabe, huile sur papier marouflé sur carton, 18 x 11,5 cm[6] ;
  - Arabe, huile sur papier marouflé sur toile, 26,3 x 16,2 cm[7] ;
  - Soldat oriental, vers 1825-1830, Esquisse, huile et rehauts de pastel sur carton, 21,7 x 16,2 cm[8] ;
  - Orientale, huile sur toile, 24,5 x 19 cm[9] ;
  - Sainte Famille, étude d'après Joshua Reynolds (1723-1792), huile sur carton, 24 x 16 cm[10] ;
  - Femme nue assise sortant du bain, huile sur toile, 27,5 x 35,4 cm[11] ;
  - Académie d'homme assis, huile sur papier marouflé sur carton, 32,8 x 25,2 cm[12] ;
  - Chevaux, étude d'après Jean-Louis-André-Théodore Géricault (1791-1824), huile et traces de mine de plomb sur bois, 21,3 x 30 cm[13] ;
  - Cavalier, son chien et un cheval, dit aussi «Le jockey», huile sur carton, 24,5 x 32,3 cm[14] ;
  - Étude d'après un plat d'étain, huile sur carton, 30,5 x 39,6 cm[15] ;
  - Étude de cimeterre, huile sur papier marouflé sur carton,10,3 x 35 cm[16] ;
  - Cavalier en armure sur son cheval caparaçonné, pastel sur papier vergé, 25 x 32,3 cm (feuille originelle de 23 x 30,5 cm collée en plein sur un support de même nature pour l’agrandir)[17] ;                                                                 
  - Femme blanche appuyée sur une mulâtresse, vers 1828-1830, pastel sur papier vergé, 23,3 x 31,5 cm[18] ;
  - Turc assis par terre, vers 1828-1830, pastel sur carte, 33,5 x 25,7 cm[19] ;         
  - Portrait d’un homme noir, vers 1828-1830, pastel sur papier vélin, 31 x 23,8 cm[20] ;